# Langen Brütz
Langen Brütz es un municipio situado en el distrito de Ludwigslust-Parchim, en el estado federado de Mecklemburgo-Pomerania Occidental (Alemania), a una altitud de 30 metros. Su población a finales de 2016 era de 464 habs. y su densidad poblacional, 30 hab/km².